# Beschorneria calcicola
Beschorneria calcicola ist eine Pflanzenart aus der Gattung Beschorneria in der Unterfamilie der Agavengewächse (Agavoideae). Das Artepitheton calcicola leitet sich von den lateinischen Worten calx, calcis für ‚Kalkstein‘ sowie -cola für ‚-bewohnend‘ ab.

## Beschreibung
Beschorneria calcicola wächst stammlos mit dichten Rosetten. Die steifen, aufrechten oder gelegentlich etwas zurückgebogenen, linealischen Laubblätter sind der Länge nach etwas gefaltet. Ihre Oberseite ist rau und gekielt, die Unterseite etwas rau. Die glauke – trocken grünlich gelbe – Blattspreite ist 30 bis 50 Zentimeter lang und 0,3 bis 0,6 Zentimeter breit. Die gelbliche, dreieckige Blattscheide weist eine Länge von 4 bis 6 Zentimeter und eine Breite von 1,5 bis 2 Zentimeter auf. Die Blattränder sind gezähnelt.
Der traubige Blütenstand erreicht eine Höhe von 115 bis 230 Zentimeter und trägt 16 bis 30 Blüten. Der mehr oder weniger rosafarbene oder gelbliche Schaft ist 80 bis 100 Zentimeter lang. Die sieben bis 13 Brakteen am Schaft sind rosafarben, die zehn bis 17 fertilen Brakteen sind rosafarben und trockenhäutig. Die 40 bis 50 (selten ab 35) Millimeter langen, hängenden Blüten stehen einzeln bis zu zweit, selten zu dritt, zusammen. Die linealischen bis linealisch-spateligen Perigonblätter sind außen fein flaumenhaarig und innen papillös. Sie besitzen eine auffällige Mittelrippe, sind zusammenneigend und bilden eine Röhrenstruktur. Nur die Spitzen sind ausgebreitet. Die Spitzen und die Innenseite der Perigonblätter sind weiß. Außen sind sie rosafarben oder gelblich. Die papillösen, pfriemlichen Staubfäden sind an ihrer Basis für 1 bis 1,5 Millimeter verbreitert. Die linealisch-länglich hellgrünen Staubbeutel sind 3 bis 6 Millimeter lang. Der längliche bis fast kugelförmige, sechskantige, fein flaumenhaarige Fruchtknoten ist 20 bis 28 Millimeter lang und 15 bis 18 Millimeter breit. Der papillöse Griffel ist länger als die Staubblätter und manchmal länger als die Perigonblätter. Die Blütezeit reicht von Mai bis August/September.
Die aufrechten, fast kugelförmigen Früchte sind 20 bis 28 Millimeter lang und 15 bis 18 Millimeter breit. Sie enthalten glänzend schwarze Samen von 5 bis 7 Millimeter Länge und 4 bis 5 Millimeter Breite.

## Systematik und Verbreitung
Beschorneria calcicola ist im mexikanischen Bundesstaaten Puebla, Oaxaca und Veracruz auf Kalksteinfelsen in Höhenlagen von 1900 bis 2400 Metern verbreitet. 
Die Erstbeschreibung durch Abisai Josue García-Mendoza wurde 1986 veröffentlicht.

## Nachweise